# Лосиноостровски район
Лосиноостровски район е административен район на Североизточен окръг в Москва.